# Wilhelm von Malavalle

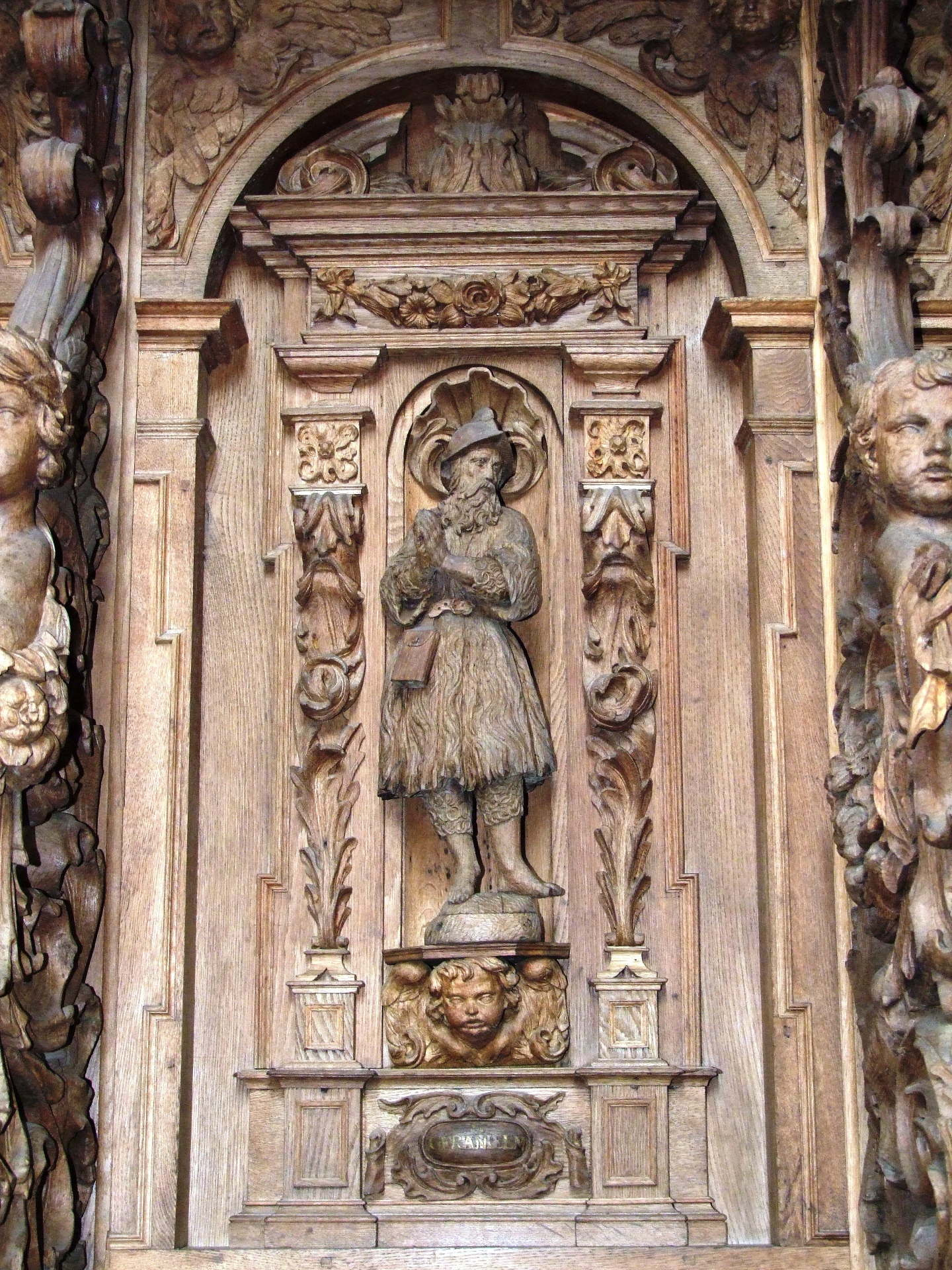
Darstellung im Buxheimer Chorgestühl von Ignaz Waibel

Wilhelm von Malavalle, it. Guglielmo di Malavalle, frz. Guillaume de Malavalle (auch Maleval), auch Wilhelm der Große (* möglicherweise um 1100; † 1157 in der Einsiedelei Malavalle bei Castiglione della Pescaia, Provinz Grosseto, Toskana, Italien) war ein Eremit und Asket. Seine Schüler Albert und Renald gründeten nach seinem Tod die Eremitenkongregation der Wilhelmiten mit dem Mutterkloster Maleval.

## Leben
Zur Biographie von Wilhelm von Malavalle ist wenig Verlässliches überliefert. Er soll sich nach einem ausschweifenden Leben bekehrt und Wallfahrten nach Jerusalem und nach Santiago de Compostela unternommen haben. Auf den Rat des Papstes Eugen III. zog er sich als Einsiedler in eine Einöde in der Toscana „in stabulo Rhodis“ (im Stalle von Rhodi) zurück, „quod hodie dicitur Malauallis“ (die heute Malavalle genannt wird). Der Ruf seiner Frömmigkeit verbreitete sich; viele Pilger suchten ihn in jenem abgelegenen Tal als Ratgeber auf.

## Heiligsprechung und Verehrung
Wilhelm von Malavalle wurde im Jahr 1202 von Papst Innozenz III. als Heiliger anerkannt. Sein Fest ist der 10. Februar.
Guglielmo di Malavalle ist der Schutzpatron der italienischen Gemeinde Fascia in der Provinz Genua.

## Darstellung in der Kunstgeschichte
Die Gestalt des in der christlichen Kunst oft dargestellten Heiligen verschmolz auf Glasfenstern ab dem 13. Jahrhundert teilweise mit dem karolingischen Wilhelm von Aquitanien.
Eine künstlerisch herausragende Darstellung Wilhelms befindet sich bei Witzenhausen in Hessen, wo sich ein Filialkloster (Wilhelmitenkloster Witzenhausen) befand.